# マルコム・シェパード (第2代シェパード男爵)
第2代シェパード男爵マルコム・ニュートン・シェパード（英: Malcolm Newton Shepherd, 2nd Baron Shepherd、1918年9月27日 - 2001年4月5日）は、イギリスの政治家、貴族、陸軍軍人
貴族院労働党の重鎮だった。

## 経歴
1918年9月27日に後に初代シェパード男爵に叙されるジョージ・シェパードとその妻エイダ（旧姓ニュートン）の間の長男として生まれる。父ジョージは1929年から1946年まで労働党でナショナル・エージェント（National Agent）を務めていたが、労働党系貴族院議員を増やそうとしていたアトリー政権下の1946年にシェパード男爵に叙されて貴族院議員に列し、1949年から1951年にかけて名誉帯剣紳士隊長(貴族院与党幹事長)を務めた。
第二次世界大戦時には陸軍に召集され、北アフリカ戦線やシチリア島、イタリア本土での戦いに従軍した。
1954年12月に父が死去し、第2代シェパード男爵位を継承して貴族院議員に列した。
第1次ウィルソン内閣期の1964年から1967年にかけて名誉帯剣紳士隊長と貴族院与党幹事長を務めた。1965年には枢密顧問官に列する。1967年から1970年にかけては同内閣のコモンウェルス担当閣外大臣（Minister of State, Commonwealth Office）を務めた。また1968年から1970年にかけては貴族院院内総務代理を務めた。
1974年から1976年にかけては第2次ウィルソン内閣で貴族院院内総務と王璽尚書を務めた。
1999年の貴族院改革で世襲貴族の議席が制限されたが、彼は一代貴族に叙されて貴族院の議席を保った。
2001年4月5日に死去した。世襲貴族爵位のシェパード男爵位は一人息子のグレーム・シェパードが継承した。

## 栄典

### 爵位
1954年12月4日の父の死により以下の爵位を継承した。
- リンカン州におけるスポルディングの第2代シェパード男爵 (2nd Baron Shepherd, of Spalding in the County of Lincoln)
(1946年6月28日の勅許状による連合王国貴族爵位)

1999年11月16日に以下の爵位を新規に叙された。
- リンカンシャー州におけるスポルディングのスポルディングのシェパード男爵 (Baron Shepherd of Spalding, of Spalding in the County of Lincolnshire)
(連合王国一代貴族爵位)

## 家族
1941年にアリソン・レドモンド (-1998)と結婚し、彼女との間に一人息子で爵位を継承するグレーム・ジョージ・シェパード (1949-)を儲けた。